# Kysucký Lieskovec
Kysucký Lieskovec (slowakisch 1927–1944 „Lieskovec nad Kysucou“ – bis 1927 nur „Lieskovec“; ungarisch Újhelymogyoród – bis 1907 Lieszkovec) ist eine Gemeinde im Nordwesten der Slowakei, mit 2322 Einwohnern (31. Dezember 2024). Administrativ gehört sie zum Okres Kysucké Nové Mesto, welcher zum Žilinský kraj gehört.

## Geographie

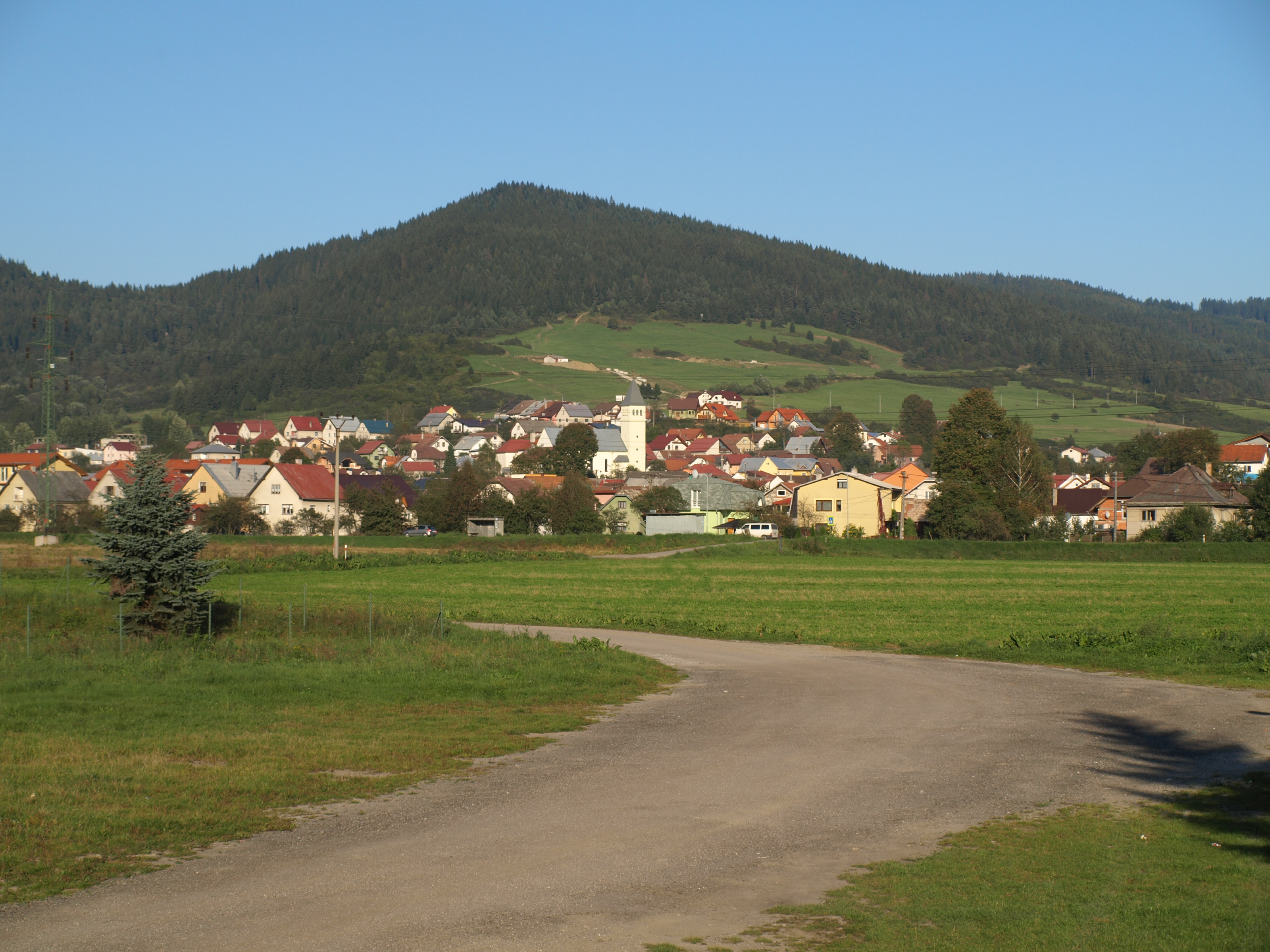
Blick auf den Ort

Die zur traditionellen Landschaft Kysuce zählende Gemeinde liegt am Bach Lodnianka kurz vor dem Zusammenfluss mit der Kysuca an deren rechtem Ufer. Sie erstreckt sich in Ost-West-Richtung im Tal von Lodnianka am Westhang des Berglands Kysucká vrchovina. Kysucký Lieskovec ist sechs Kilometer von Kysucké Nové Mesto und 17 Kilometer von Čadca entfernt.

## Geschichte
Der Ort wurde zum ersten Mal 1438 als Leskovecz schriftlich erwähnt, nachdem er gegen 1400 gegründet worden war, und gehörte zum Herrschaftsgut von Budatín. 1598 gab es hier 13 Häuser und eine Mühle, 1784 schon 124 Häuser und 681 Einwohner. Die Ortschaft war in der Vergangenheit vor allem durch örtliche Drahtbinder und Herstellung von Körben bekannt. 
1944–1946 war die Nachbargemeinde Lodno ein Teil von Kysucký Lieskovec.

## Bevölkerung
| Jahr                | 1994 | 2004    | 2014    | 2024    |
| ------------------- | ---- | ------- | ------- | ------- |
| Anzahl der Personen | 2248 | 2267    | 2340    | 2322    |
| Unterschied         |      | +0,84 % | +3,22 % | −0,76 % |

| Jahr                | 2023 | 2024    |
| ------------------- | ---- | ------- |
| Anzahl der Personen | 2352 | 2322    |
| Unterschied         |      | −1,27 % |

Nach der Volkszählung 2011 wohnten in Kysucký Lieskovec 2349 Einwohner, davon 2322 Slowaken, sieben Tschechen, drei Deutsche und je ein Pole und Ukrainer; ein Einwohner war anderer Ethnie. 14 Einwohner machten keine Angaben. 2208 Einwohner bekannten sich zur römisch-katholischen Kirche, zehn Einwohner zu den Siebenten-Tag-Adventisten, je drei Einwohner zur griechisch-katholischen Kirche und zur evangelischen Kirche A. B. und je ein Einwohner zur orthodoxen Kirche und zur evangelistischen Kirche; drei Einwohner waren anderer Konfession. 48 Einwohner waren konfessionslos und bei 82 Einwohnern ist die Konfession nicht ermittelt.
Ergebnisse der Volkszählung 2001 (2229 Einwohner):
| Nach Ethnie: - 99,06 % Slowaken - 0,13 % Tschechen - 0,09 % Russinen | Nach Konfession: - 94,48 % römisch-katholisch - 3,50 % keine Angabe - 1,54 % konfessionslos - 0,13 % griechisch-katholisch - 0,09 % evangelisch |